# Львівське королівство
Льві́вське королі́вство — під цією назвою описано Галицько-Волинську державу (держава Романовичів) у «Книзі знань про всі королівства, землі й володіння, які є у світі»
Автор описує міста та країни, в яких побував. До Королівства Львів він приходить із Польського королівства: «Залишивши Польське королівство, я прибув до Королівства Львів, яке німці називають Лємберг і в якому є 5 великих міст. Перше називається Львів, друге — Київ, інше — Володимир, інше — Пінськ, інше — Сівер. Відомо, що Королівство Львів межує з країною Романією і з Королівством Алеманія. Король того Львова має зелений прапор з червоним хрестом …..»
До цієї публікації також додано відповідні прапори — зокрема, прапор Львівського Королівства.
Інформація про існування в Львівському Королівстві 5 великих міст (зокрема, Києва й особливо Сівера) може насторожити дослідника. Постає питання, чи справді ці міста й території входили до королівства?
Ще Грушевський припускав, що влада Романовичів могла поширюватися на Київ і Сівер приблизно в кінці XIII — на початку XIV століть. При цьому він не мав «Книги знань про всі королівства…». Пізніше до цієї думки прийшли ряд інших дослідників (зокрема, Ставинський і Олена Русина), що також не користувалися цим документом.
Про Лева знали, що десь в 1290-х роках він поширив свою владу на Люблін і Закарпаття. У тих же 1290-х роках один із Романовичів, Мстислав Данилович, сходить із політичної арени і власне Лев об'єднує всю державу. Про поширення влади Лева на Люблін відомо від польських хроністів (згідно з ними, 1302 року він це місто втратив). Але невідомо, чи він поширив свою владу й на Наддніпрянщину. Це також могло статися в 1290-х роках. Тобто українські землі фактично було об'єднано тоді під однією владою (не беручи до уваги степу, що був тоді під владою монголо-татар).
Коли ж було втрачено Романовичами Київ і Сіверщина? На думку Ярослава Книша, це трапилося приблизно в 1321—1323 роках. Зокрема, в 1321 році є остання згадка про те, що ще живуть князі Андрій і Лев (маргінальний напис на Коломийському збірнику). А вже 21 травня 1323 року польський король повідомляв Папу Римського, що два останні Романовичі померли.
Джерело, яке вказує, що влада Романовичів поширилася тоді на таку велику територію, дозволяє встановити таке. Відомо, що 1303 року було створено Галицьку Митрополію. Причиною виникнення Митрополії вважалося те, що 1298 року митрополит Кирило, нібито побоюючись нападів з боку татар, залишає Київ. Очевидно, що небезпека татарських набігів була над Києвом постійно, і його попередники, залишаючи Київ на деякий час, потім знову поверталися. Але в цьому випадку виглядає так, що він назавжди залишив Київ і перенісся у Суздальщину. Також відомо, що Київ належав Романовичам вже в 1290-х роках, і, можливо, причиною відходу Митрополита Кирила був конфлікт, що виник між ним і Левом Даниловичем. Звичайно, Лев розумів, що силою він не зможе повернути митрополита. Але Королівство, на його думку, не могло функціонувати без Митрополії. Тому і Лев, і Юрій, напружуючи всі сили, 1303 року змогли утворити Галицьку Митрополію. Першим Митрополитом був Ніфонт. І, коли 1305 року звільняється Київська Митрополія, Юрій зміг утвердити на ній Петра Ратенського, і якоюсь мірою відновлюється сама церковна єдність Київської Митрополії.
Постає також проблема, чи центр Королівства на початку XIV століття був у Львові, як сказано в трактаті. В історичній науці домінує думка, що центром держави Романовичів був Володимир. Вона базується на грамотах, виданих князями Левом, Андрієм і Юрієм-Болеславом Тройденовичам (це були грамоти, що в основному продовжували союз із Тевтонським орденом). Проте 1340 року Казимир III саме зі Львова вивіз королівські інсигнії — дві корони й трон.
На портулані (карті) Ангеліно Дульчетті (1339) власне Львів позначено як столицю держави Романовичів.
На думку львівського історика Ярослава Книша (дослідника «Книги знань про всі королівства, землі і володіння, які є у світі»), проблема полягає в тім, що юридично держава Романовичів на початку XIV століття складалася із двох частин. Юрій Львович титулував себе князем Володимирії і королем Русі. Центром Володимирії (Волинського князівства) був Володимир, а центром Королівства Русі був власне Львів. І столицею всієї держави Романовичів, на думку Я.Книша, був саме Львів.
Процитоване джерело дає можливість з'ясувати таке. Сама назва Львова — Лємберг — свідчить про те, що на початку XIV століття у Львові була вже досить значна німецька громада, хоча вона в той час ще не домінувала. Про це свідчить відомий документ Казимира III, виданий 1352 року, що ним він підтверджує нащадкам війта Бартольда право на володіння успадкованих тоді їхніх маєтків.
У джерелі йдеться, що держава Романовичів на початку XIV століття межувала з країною Романією. Напевно, це є або стара назва Візантії, що її володіння, як відомо, починалися відразу за Дунаєм, або Візантія в цей час могла утримувати в дельті Дунаю невеличкі володіння. А в цей час держава Романовичів доходила до самого Дунаю. Підтвердженням цього є так званий анонімний опис Східної Європи, датований 1308 роком, де говориться про те, що Болгарія й Русь омиваються тими самими річками. Тут йдеться перш за все про Дунай. І саме тоді володіння Романовичів або відновилися, поширившись до Дунаю, або не були втраченими — просто певний час не потрапляли в поле зору істориків.
Стосовно межування Королівства Львів із Алеманією (Німеччиною), тут ідеться звичайно про володіння Тевтонського ордену. Саме в той час і трохи пізніше держава Романовичів межувала з Тевтонським орденом.
Назва Львівське Королівство зустрічається тільки в згаданому документі. І побутувала вона в кінці XIII століття — на початку XIV в Північно-Західному Середземномор'ї, тобто Італії, Іспанії. Більше ми її не фіксуємо. Найчастіше держава Романовичів фігурує під назвою Руське Королівство. Але в північно-руських, суздальських, новгородських літописах вона фігурує як Волинська земля.
В Новгородському I літописі, де описано захоплення Казимиром Галицької Русі 1348 року, згадано про те, що він захопив всю Волинську землю. Тобто йдеться не тільки про Волинь, але й про Галичину, що розцінювалася тоді також як Волинська земля.
Згаданий у трактаті прапор (червоний хрест на зеленому полотнищі) трапляється в одному з манускриптів. Таку ж конфігурацію має герб Волинської землі (але там білий хрест на червоному полі).
В іншому манускрипті є ще одне зображення герба Галицько-Волинської держави — хрест у формі півмісяця на білому полі. Це може бути стилізоване зображення тризуба. Певна аналогія є в одному з графіті з церкви святого Пантелеймона в Галичі. На карті Анжеліно Дульчетті (1339) над Львовом зображено прапор з подібним геральдичним знаком. Можливо, за Юрія Львовича прапором було зелене полотнище з червоним хрестом, а в його наступників Лева Юрійовича або Юрія-Болеслава Тройденовича — хрест у формі півмісяця на білому полі. Це питання вимагає більшого дослідження.
Уявний подорожній, автор трактату, що побував у Львівському королівстві, не пішов в інші землі Русі, а попрямував до Швеції. Згодом він повернувся на Русь і досить зверхньо її описав. Тут відчувається якась відірваність галицько-волинських територій від решти Русі.
Наприкінці XIII — на початку XIV століття держава Романовичів пережила найбільшу могутність. Вона змогла поширити свою владу фактично на всі етнічні українські землі. У 1320-х роках під литовським натиском багато земель було втрачено, а після 1340 року й галицькі землі потрапили під іноземне панування.
Ще одним можливим джерелом інформації про входження Києва до королівства є 2 були папи Івана XXII за 1320—1321 рр. до католицького єпископа київського Генріха в яких написано, що Київ розташовується «на кордоні русі й татар, землі, що з давнини має назву Галатія», тобто Галичина.
1320 Henricus ord. Praedicatorum ecclesiae Kioviensi in confinibus Ruthenorum praeficitur in episcopum: Sane pro parte tua nostro fuit apostolatui reseratum, quod ecclesia Kyowiensis in confinibus Ruthenorum et Tartarorum, qui antiquitus Galathe vocabantur, elapsis centum annis et amplius propter scisma, quod, instigante maligno spiritu, in illis partibus inolevit, infeliciter caruit pastore proprio, clero et populo christianis (Vetera Monumenta Poloniae et Lithuaniae. Romae, 1860. № 252. P. 162). 1321 Episcopo Kioviensi…: Nuper cum pro parte tua nostro fuisset apostolatui intimatum, quod civitas et diocesis Kyovienses consistentes in confinibus Ruthenorum et Tartarorum, qui antiquitus Galathe vocabantur, novissimis temporibus, divina inspirante gratia, de scismate redire ceperant ad cultum fidei orthodoxe… (Vetera Monumenta Poloniae et Lithuaniae. Romae, 1860. № 255. P. 167).

## Джерело
- Семінар «Чи потрібна Королівському місту Львову корона?» [Архівовано 28 вересня 2007 у Wayback Machine.]